# リプロダクティブ・ヘルス・ライツ

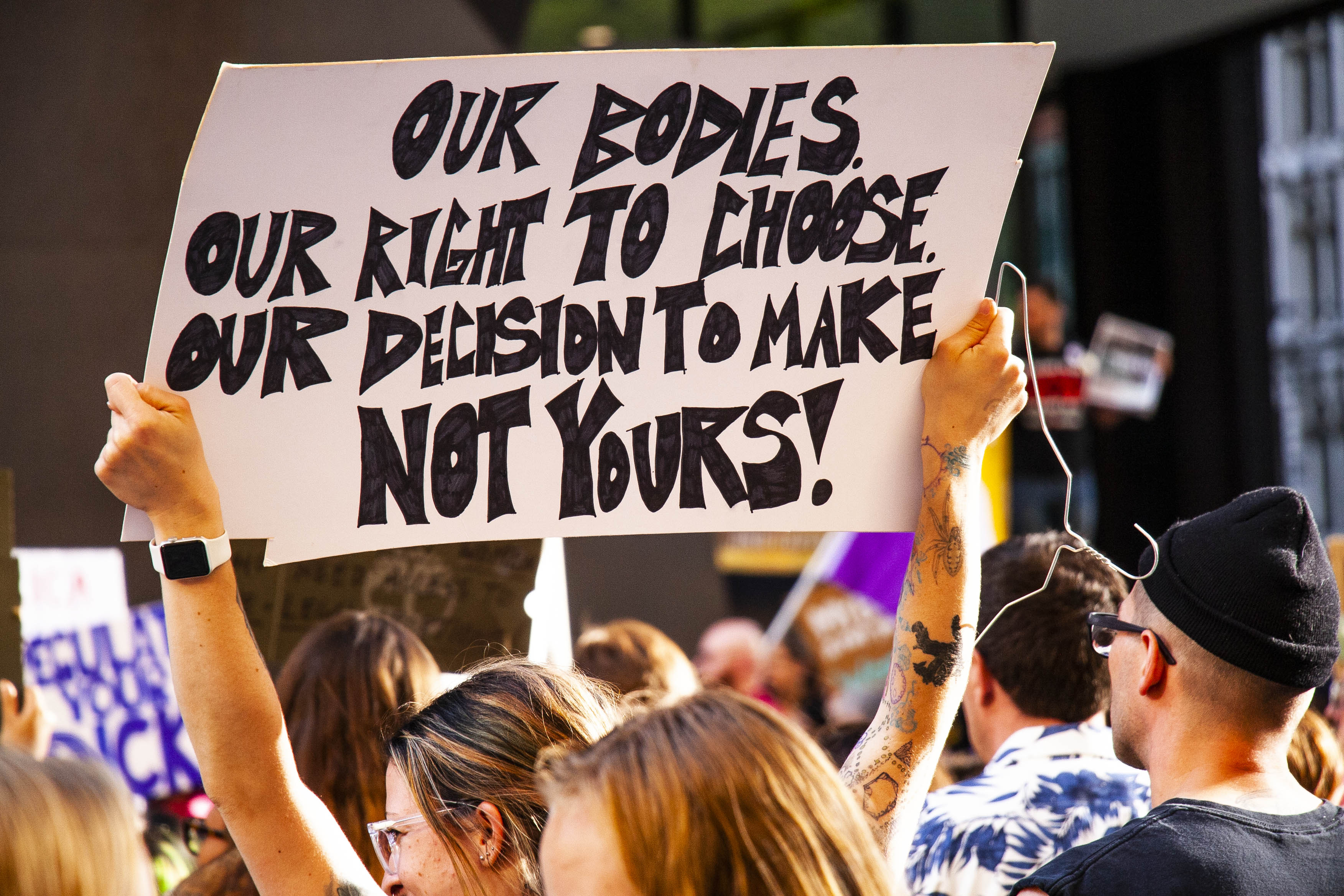
イリノイ州シカゴでのリプロダクティブ・ライツを求める集会。

リプロダクティブ・ヘルス・ライツ（英語: Sexual and Reproductive Health and Rights）または性と生殖に関する健康と権利、SRHRとは、性と生殖における個人の自由と法的権利のこと。

## 概念
世界保健機関 (WHO) は、次のようにリプロダクティブ・ライツを定義している。
生殖に関する権利は、すべてのカップルと個人が、出産する子どもの人数、間隔、時期を、自由に責任を持って決断することができる権利、そしてそのための情報と手段を持つ権利、およびできうるだけ最高水準の性と生殖の健康を手に入れる権利を認めることにかかわっています。それらにはまたすべての人が差別と強制と暴力をうけることなく生殖に関する決定をする権利も含まれる。
リプロダクティブ・ヘルス/ライツには、以下の権利も含まれる。
1. 合法かつ安全な中絶の権利
2. 断種や中絶を強制されない権利
3. 避妊の権利
4. 産婦人科医療にアクセスする権利
5. 情報に基づいて女性が生むか生まないかを自由に決定する権利 (right to choose)
6. そのためのための性と生殖に関する教育と教育アクセスの権利
7. 性感染症やその他の性に関する教育を受ける権利
8. 生理期間の健康 (menstrual health) の権利
9. 女性性器切除 (FGM) のような慣行からの保護

人が生涯にわたって差別と強制と暴力を受けることなく、性と生殖に関して身体的、精神的、社会的に良質な健康環境にあることをリプロダクティブ・ヘルスといい、またその状態を享受する権利をリプロダクティブ・ライツという。
比較ジェンダー史研究会によれば、リプロダクティブ・ヘルスとは「生涯を通じた性と生殖に関わる健康」と「リプロダクティブ・ヘルスケア・サービスを適切に利用できる権利」の２つを要点とし、リプロダクティブ・ライツは「生殖の自己決定権（産む自由・産まない自由を自己選択できる権利）」と「リプロダクティブ・ヘルスケアへの権利」に焦点を置く。

## 歴史

### テヘラン宣言
1945年、国連憲章には、「人種、性別、言語、または宗教に関する差別のないすべての人々の人権と基本的自由の普遍的な尊重と遵守を促進する」義務が含まれていた。しかし、憲章はこれらの性に関する権利を定義することはしなかった。生殖にかんする権利は、1968年のテヘラン宣言で、「親には、子どもの数と間隔を自由かつ責任を持って決定する基本的な人権がある」と述べられ、人権の一つとして登場した。
16: 家族と児童の保護　家族及び児童の保護は、国際社会の関心事であり続けている。両親は、児童の数及び出産の間隔を自由にかつ責任をもって決定する、基本的人権を有する。

### カイロ行動計画
1994年にカイロで開催された国際人口開発会議 (ICPD) は、具体的に次の四つの権利を基本にした「リプロダクティブ・ヘルス/ライツ」の概念がはじめて公式に提唱された。
1. 女性自らが妊孕性（にんようせい；妊娠する能力）を調節できること
2. すべての女性において安全な妊娠と出産が享受できること
3. すべての新生児が健全な小児期を享受できること
4. 性感染症の恐れなしに性的関係が持てること[8]

またICPDは、女性に対する暴力、性的人身売買、思春期の健康 (adolescent health) などの問題にも言及した。
- 1995年に北京で開催された第4回世界女性会議などでエンパワーメントと共に確認され「北京行動綱領」が採択された[9]。また、同年に国連が採択した持続可能な開発目標(SDGs)の目標３「すべての人に健康と福祉を」のターゲット3.7「性と生殖に関するケア、家族計画、教育への普遍的なアクセスを確保する。」および目標５「ジェンダー平等を実現しよう」のターゲット5.6「性と生殖に関する健康及び権利への普遍的アクセスを確保する。」のグローバル指標にSRHRの理念が明記された[9]。

## 日本
1996年、優生保護法の強制不妊手術などの項目が削除され、母体保護法と改められた。
2000年、国の男女共同参画基本計画にリプロダクティブライツが盛り込まれた。

### 日本における課題

#### 不十分な性教育
日本では明治時代に制定された性犯罪に関する制度の継続により、13歳の中学1年生から性行為に同意する能力があるとしている。日本国政府は2020年度より、幼稚園、小・中学校、高校、大学で「生命の安全教育」という新しい教育を始める方針を示したが、引き続き性行為や避妊は取り扱わない予定とされている。若年層の妊娠出産が年400件で推移する沖縄県では、医師と児童相談所所長が、中学終了まで一定程度の性教育の必要性と、性的同意の重要性を説いている。
東京都では高校生に対する性教育は、東京産婦人科医会に依頼されて、高校の所在する地域の医師が派遣されるが、約 200余の都立高校のなかで平成29(2017)年は32校にしか過ぎないと報告されている。しかし日本性教育協会の青少年の第5回性行動全国調査によると、交際相手のいる中学生で1割、高校生では男子7割と女子5割、大学生では9割以上がセックス経験がある。初体験の相手は中学生では自分と同い年、恋人が増加している。性行動が低年齢化が日常化によって進行していると言われている。
内閣府の男女共同参画局の平成30年3月公表 「男女間における暴力に関する調査報告書」によると、これまで結婚したことのある女性のうち、配偶者などから、「身体的暴行」「性的強要」などの暴力を受けたことが「何度もあった」人はおよそ7人に1人がくり返し暴力を受けた経験がある。
なお1999年（平成11年）6月低用量ピル承認により懸念された性感染症については、ピルが承認の1999年のHIV感染者は日本人男性379人（うち同性接触195人）、女性が45人であり、2019年では同男性741人（うち同性接触575人）、同女性29人となっている。2019年淋病は男性が6,467人、女性が1,738人で男性は2000年の14,196人より減少、女性も同年2,730人から減少している。
梅毒は、2019年に男性4,384人、女性2,255人となり、2010年では男性は497人で同水準、女性は同年124人減少だったものが一転し2019年では2255人と増加傾向にある。しかしながら、以上の解禁後の数値経過によりいずれも低用量ピル解禁により懸念されていた、女性に性感染症が増大した事実はない。
なお性器ヘルペス以外の性感染症は、全て男性が多く罹患している。梅毒の増加については、性風俗店を利用する中高年の男性や、そこに勤める20代の女性から感染が広がっているとみられている。男女ともに年齢関係なく、正しい性知識の普及が必要である。

#### 緊急避妊薬の薬局販売未承認及び経口妊娠中絶薬未承認
日本では女性の9人に1人が人工妊娠中絶を経験しているとの統計があり、平成30年度件数は出生数92万に対し、人工妊娠中絶件数は16万を超える。
2020年10月現在、市民団体が緊急避妊薬へのアクセス改善などを求めて厚生労働省に提出した署名が約8万8千人分に上ったが、その処方箋なしでの薬局販売は2017年の厚生労働省の「処方箋医薬品」から、「要指導・一般用医薬品」への転用に関する評価検討会議で、緊急避妊薬の市販化について審議の場において、性教育そのものが、日本はまだヨーロッパやアメリカ合衆国からかなり遅れていることも理由として承認が否決されている。
しかしながら、日本は妊娠を回避する緊急避妊薬（アフターピル）「ノルレボ錠」が医師の診断なしには処方されず、かつ自由診療で1錠約15,000円と高価であるため、「意図しない妊娠のリスクを抱えた全ての女性は、緊急避妊薬（アフターピル）にアクセスする権利がある」とする世界保健機関の勧告に逆行しているところであり、この妊娠回避機会の喪失も影響している。なお2019年にジェネリック薬「レボノルゲストレル錠」が適用となり、約9,000円で処方可能となった。
厚生労働省の処方箋医薬品から要指導・一般用医薬品への転用に関する評価検討会議でも、経口妊娠中絶薬の市販化について審議されたが、アメリカなどの緊急避妊ピルを常時使用している環境と比較して、参考人として招聘された国立研究開発法人国立国際医療研究センター病院副理事長 矢野哲と公益社団法人日本産婦人科医会常務理事 宮崎亮一郎より性教育の不十分さや薬剤師の知識不足による誤解などを懸念することが述べられ、日本産科婦人科学会も反対理由として表明していることが不許可の背景となっている。
これに対しドラッグストアの業界団体や一部薬剤師らが反発し、一部の産婦人科医からも、緊急避妊薬は早ければ早いほど効果があることを述べ、休日で病院が開いていない際に女性を守る視点が欠けているとの意見もあった。薬剤師からは「医師と薬剤師の関係性」について対等ではないパターナリズムの文脈があると指摘する声もある。とは言え、検討会議の場で薬剤師会もまた緊急避妊薬のOTC化について現状制度ではスイッチ後、原則3年で第1類医薬品になるとして反対している。ところで、審議委員の指摘する「欧米では確かに（緊急避妊薬）がOTC化されているようです。欧米では20代の90%以上の方が経口避妊薬を使用している状況にあり、避妊薬に慣れているのです。」と引き合いに出して緊急避妊薬が否決されたが、日本において経口避妊薬が普及しないその大きな要因は経口避妊薬ピルの認可には日本は世界でももっとも遅いといえる44年の年月を要したこともピルの常用化につながっていない現状を生み出している。なお、承認時に婦人科に行きピルを処方する際に性病の検査をしたほうがいいとの議論があり、その項目は女性に必要ならば男性にも必要で、女性に失礼だとの黒川清委員の見解で削除された。なお当時の審議会の構成には女性は2名しか参加していなかったことも述べられている。
緊急避妊薬に関するパブリックコメントは9月11日から1ヵ月間受け付けられ、全部で348件。賛成が320件、反対はわずか28件だったにもかかわらず、国民の意思が反映されない決着となった。スイッチOTC検討会の委員、鈴木邦彦・日本医師会常任理事は、望まない妊娠を減らしたいという考え方そのものに反対ではないとしつつも、審議会の議論について、医師の関与の必要性、緊急避妊薬への国民の理解度、販売体制の問題が示され、とてもOTCにできないという結論であり、反対意見ばかりで賛成は誰もいなかったとの見解を示している。ちなみに医師向けサイトで行われた現場の産婦人科医師のアンケート(n=124)では47%が反対よりの意見を表明しているが、27%がどちらでもないことを表明している。また60代男性医師は、基本的には個人の選択に任せるべき、妊娠反応薬の時も産婦人科医会は反対していたことを述べている。産婦人科医の有志9人による5月の産婦人科医に緊急アンケート（n＝559）では、6割以上がアフターピルの市販化とオンライン処方のいずれも肯定している。ただし主催者の医師は緊急避妊薬のオンライン診療が解禁になった場合も性暴力被害者に限定されたり、オンライン診療を行っている産婦人科医を探すならば今よりアクセスしやすいかと疑問を呈している。
2019年に行われたオンライン診療指針見直し検討会では、ささえあい医療人権センターCOML理事長 山口育子構成員が、産婦人科受診に抵抗を感じる女性が多いため、その受診に精神的な負担のあるときもオンライン診療を可能とすべきと述べ、諸外国では薬局で緊急避妊薬を購入できるところもある補足した。それに対し、「『精神的負担のあるとき』との表現はあまりに広すぎだと牽制し、諸外国と日本の文化が異なることを掲げ、対象が無制限に広がってはいけないとの指摘も多数でた（今村聡構成員：日本医師会副会長、黒木春郎構成員：医療法人社団嗣業の会理事長・日本オンライン診療研究会会長ら）。傍聴者からは検討委員のひとりで日本医師会副会長の今村聡氏は検討会で「(緊急避妊薬へのアクセスが)無制限に広がってしまうのも困るという思いがあります。」というWHO勧告に逆行する趣旨の発言に疑問を呈されている。2020年10月、日本産婦人科医会は知識不足である女性が気軽に薬局で購入できる状況になることを憂慮し、まだ早いとの意見を述べている。
厚生労働省の医療用から要指導・一般用への転用に関する評価検討会議では、委員16名中女性は3名であり、審議の場では検討会委員12人のうち女性はただ1人だけであった。セルフメディケーションのスイッチOTC化の承認状況一覧では女性固有の問題である膣カンジダ症の承認に25年以上かかる一方、発毛剤では6年という短期間で承認されている。承認過程で激しいジェンダーバイアスがかかっている恐れがある。なお、ノルレボ錠は国内の第Ⅲ相臨床試験において、性交後72時間以内にノルレボを1回経口投与した結果、解析対象例63例のうち、妊娠例は1例で、妊娠阻止率は81.0%であった。全ての妊娠が防げるわけではなく、性交後72時間を超えて本剤を服用した場合には63%であり、妊娠阻止率が減弱する傾向がみられた。
アメリカでは2013年より年齢制限などなく誰でも処方箋なしで「プランB」と呼ばれる緊急避妊の購入が可能となった。しかしジャーナル紙の調査では、アメリカ食品医薬品局FDAの決定にもかかわらず、10代の若者の覆面調査では薬局で容易に緊急避妊薬を入手できたのは28%のみにとどまり、3%が氏名などの個人情報を確認されたと問題視されている。またDr. Ian Bishop医学博士はこの薬は中絶を引き起こさず排卵を遅らせる機能があるが、誤解が利用の議論を生んでいると指摘している。緊急避妊薬はイギリスでは2001年に処方箋なしで購入できる薬局薬として承認されているが、薬剤師との相談を要するため訓練を受けた薬剤師の不在や在庫不十分のため調査では5人に1人が薬を入手できなかった。法の要件ではないその場で飲むことや身分の証明を求められた事例もあった。このため一般販売用医薬品に切り替えるべきとの見解がある。オーストラリアでは薬剤師に緊急避妊を求める女性が購入前に、性的暴行または性感染症の症状があるかどうかを宣言するように求める問診に記述するように誤って指導されることが問題視されている。ニューサウスウェールズ州家族計画のメディカルディレクターであるデボラベイトソン博士はプライベートな質問が個室ではない場所で行われることで女性に恥をかかせ、購入を思いとどまらせる可能性を懸念し、また緊急避妊薬は「非常に安全な」薬であり、世界の一部の地域のスーパーマーケットや自動販売機でさえ調剤されたと付け加えている。ドイツでは、有効成分レボノルゲストレルまたはウリプリスタル酢酸塩を含む独自の医薬品が、処方箋なしで緊急避妊薬として利用できる。既存の妊娠が疑われる場合は、活性物質ウリプリスタルアセテート (UPA) は禁忌としているが、発覚していないものを含めた既存の妊娠の場合でも1.5mgのレボノルゲストレルの単回投与は問題ではないとしている。またアメリカでは高水準の10代の出産に憂慮し、米国小児科学会は10代の妊娠を減らすための1つの公衆衛生戦略として定期的なカウンセリングを奨励し、EC処方箋を進める方針を持ち、ノルレボ錠 (EC) の投与の前には使用前に身体検査や妊娠検査は必要ないとしている。またEC使用後3週間以内に期間がない場合は、自宅または診療所での妊娠検査を推奨している。一方で、日本では薬剤の転売や薬害などのリスクもあるとされ、「3週間後に確実に産婦人科医を受診するよう求める」「産婦人科専門医など、高度な専門知識をもつ医師のみに限定する」「1回分のみの処方とし、調剤薬局の薬剤師が内服の事実を確認する」などの厳格な要件を設定する方針でオンライン診療指針見直し検討会が行われた。日本では緊急避妊薬の処方箋なしの薬局販売に反対する理由として「次も使えばいいや」という安易な考えに流されることを懸念することが挙げられているが、2000年12月からブリティッシュコロンビア州では、薬剤師が処方箋なしで緊急避妊薬が提供されているがその調査ではECの繰り返し使用は、ユーザーのわずか2.1%のが研究期間中に3回以上緊急避妊を受けている状況で稀だった。
WHOによると懸念される子宮外妊娠は、以前は緊急避妊薬使用に対する禁忌と考えられていたが、55,666人の女性事例のうち5件子宮外妊娠しか報告されていないので、ECは安全であると考えることができるとされている。日本産科婦人科学会編「緊急避妊法の適正使用に関する指針」（平成28年度改訂版）でも異所性妊娠について総合的にはレボノルゲストレルによってこのリスクは増加しないことと、既に妊娠していた場合、反復投与によって流産が誘発されることはないと述べている。ただし、副作用として服用後は、3.6%に悪心が認められ、２時間以内に嘔吐した場合追加服用を要するとあるが、診療時間外であった場合の示唆はない。
2019年米国産科婦人科学会 (ACOG) は避妊に関する声明を改め、腟リングや避妊パッチを含めた全ての避妊薬を市販薬 (OTC) として、処方箋なしで販売すべきだとの見解を Obstetrics & Gynecology 10月号に発表している。またDMPA（デポ型酢酸メドロキシプロゲステロン）注射薬についても、年齢制限なく処方箋なしで販売すべきだとし、女性が避妊薬にアクセスするのを阻む障壁を取り除くべきだと主張しているのと対比的な状況となっている。
なお産婦人科医の人工妊娠中絶の件数減った場合、クリニック収入が減る可能を医師が懸念する可能性を指摘する意見もあり、中絶が「罪人に対する処罰」であり産婦人科医の「いい金づる」とも表現されている。また、中絶胎児は万能細胞としてアメリカではパーキンソン病患者に胎児から取った神経細胞を移植する研究が進められ、中国でも脊髄損傷患者などに実際の治療が始まっているが、現状では女性から摘出した中絶胎児は産婦人科が処分しているが他の用途の転用可能性もある。日本やポーランド、アイルランド等のミフェプリストンが未認可の国々では、掻爬術あるいは吸引処置が選択されるが、子宮穿孔や出血などの合併症のリスクが高く安全性において「薬物による中絶」に大きく劣る。ミフェプリストンが開発される以前は、妊娠初期であっても吸引術や掻破術がファーストチョイスとして選択されていたが、ミフェプリストンが認可された国々ではリスクの問題のためにファーストチョイスとされない。また、子宮内膜が薄くなる子宮内膜菲薄化、子宮に穴が開いてしまう子宮穿孔や術後にアッシャーマン症候群を起こすことがあり、不妊症となるケースがあるのも欠点となっている。海外では30年以上前から使用され、安全な中絶・流産の方法としてWHOの必須医薬品にも指定されている経口中絶薬（ミフェプリストン、ミソプロストール）は日本では中絶や流産に対しての適応は許可されていない。『フランス･ジャポン･エコー』編集長レジス・アルノーからは、経口妊娠中絶薬はすべての先進国、それに発展途上国の多くでも認可され中国やウズベキスタンの女性も手に入れているにもかかわらず厚生労働省は、経口妊娠中絶薬についてFDAの古い危険という、誤った見解の情報を発し続けてリンク切れを起こしている、ことを指摘しており、認可されていない状況を憂いている。厚生労働省は2018年、インターネットでインド製と表示された経口妊娠中絶薬を個人輸入し服用した20代の女性に、多量の出血やけいれん、腹痛などの健康被害が起きていたと発表し、個人輸入規制の強化を図った。バイアグラが個人輸入による健康被害を生み、スピード承認の運びとなったことと対比的な動きとなっている。
コロナ禍での若年層の妊娠不安増加を背景として緊急経口避妊薬の市販化への議論が高まったが、日本産婦人科医会の前田津紀夫副会長は「日本では若い女性に対する性教育、避妊も含めてちゃんと教育してあげられる場があまりにも少ない」「“じゃあ次も使えばいいや”という安易な考えに流れてしまうことを心配している」と2020年7月にNHKでコメントし、物議を醸しだした。片や国内で認可されているノルレボは、売上ベースで年間11万個の販売に対し、日本国内の人工中絶は年間におよそ16万8千件（平成28年度・厚生労働省)で、1日にすると国内の中絶数は460件という結果から、緊急避妊薬にリーチできない人が多数であることを懸念し、性交後120時間（丸5日間）以内の服用で効果がある「ella（エラ）」というアフターピルを処方する医師もいる。
2020年10月、政府が性交直後の服用で妊娠を防ぐ「緊急避妊薬」について、医師の処方箋がなくても2021年より薬局で購入できるようにする方針を固めたと報道された。内閣府の第5次男女共同参画基本計画素案には、「避妊をしなかった、又は、避妊手段が適切かつ十分でなかった結果、予期せぬ妊娠の可能性が生じた女性の求めに応じて、緊急避妊薬に関する専門の研修を受けた薬剤師が十分な説明の上で対面で服用させることを条件に、処方箋なしに緊急避妊薬を利用できるよう検討する。」という文言が盛り込まれた。これに対する緊急避妊薬に対する日本医師会猪口雄二副会長の会見では、薬局でなく産婦人科で取り扱われる緊急避妊薬のアクセスの悪さが指摘されていることを述べ、専門の研修を受けた薬剤師が十分な説明の上で対面で服用させるとの同調査会の提言には同意を示している。
なお2020年より幼稚園から小中高校、大学で「生命の安全教育」という新しい教育を始める方針があるが、引き続き性行為や避妊は取り扱わない予定とされている。2020年12月、日本産科婦人科学会の木村正理事長は定例記者会見で「いろんな条件が成熟していない」とし、導入に極めて慎重な姿勢を示している。しかしながら、医師法はその第１条で「医師は、医療及び保健指導を掌ることによつて公衆衛生の向上及び増進に寄与し、もつて国民の健康な生活を確保するものとする」とその使命を定め、公益社団法人日本産婦人科医会はその会則で「母子の生命健康を保護するとともに、女性の健康を保持・増進し、もって国民の保健の向上に寄与することを目的とする」ことを謳い、女性保健に関する啓発を事業内容として掲げている。また日本産科婦人科学会の木村正理事長は学会代表あいさつでリプロダクティブ・ヘルスの概念を日本の女性にあまねく享受を目的として述べている。日本に住む学齢期の10代を初め、既卒者であり既に経産婦も含まれる20 - 40代の妊孕性がある女性達が、国内において海外の多くで使用される緊急避妊薬を入手するという同等の権利を得るための要件として関係者から述べられている、既卒者にも届く「性教育の普及」や薬の悪用・乱用を防ぐなどの「いろんな条件」解消に向けては、医師自身も寄与することがその立場上要されている。2020年10月、田村厚労相は緊急避妊薬薬局での販売について「これまでの議論を踏まえ、しっかり検討していく」と述べたが解禁の時期は「期限を区切ってとは考えていない」と明言を避けている。

##### 多様な避妊方法へのアクセス遮断
日本においても、世界で承認されている、子宮内避妊システムの小さいものの利用、腕に入れるインプラント、皮膚に貼るシールの利用を含め「産む・産まない」の選択を女性自身が決める「リプロダクティブ・ヘルス・ライツ」の権利が尊重される必要がある。

##### 人工妊娠中絶における配偶者同意
刑法及び母体保護法により、中絶可能週は22週までだが、中絶の同意書には配偶者の同意者が必要になっている。未婚者の場合でもパートナーの合意を求める病院があり男性も交際相手の女性の中絶同意書に署名する責任がある。しかしこの制度は性暴行の加害者にも同意を求めなくては手術を行うことができない現状に繋がっているため弁護士から批判を浴びていた。愛知県では連絡が取れなくなった胎児の父の中絶同意署名を求めるうちに中絶可能週数を経過し、公園のトイレで出産した21歳女性が子供を適切な医療措置を行わず死亡させ遺体をビニール袋に入れて遺棄した事件があり、女性が懲役3年、執行猶予5年の判決となった。
厚生労働省は2022年5月、英製薬会社ラインファーマ・インターナショナルが製造する経口中絶薬を承認する見通しだと国会で答弁したが、女性は中絶薬を飲む前に「配偶者の同意を得る」必要があるとも説明している。BBCはこれを「日本ではなぜ経口中絶薬に配偶者の同意が必要なのか」として記事にしている。
また配偶者に同意なく中絶手術をしたことで、医師が訴えられる事件も起こっている。2018年にある女性が、沖縄県内のクリニックで人工妊娠中絶を希望。女性は「配偶者（夫）とは離婚調停中であり、DVのような行為も受けていた」と話したため、クリニックの産婦人科の医師は夫の同意を得ることなく中絶手術を実施した。これに対し、夫が「（手術をした）医師の行為は母体保護法違反にあたる」などとして那覇地方裁判所に慰謝料を求め提訴。2021年11月に同地裁は「女性の説明は具体的であり、医師が女性を信頼したのは合理的である」などとして訴えを退けたため、夫は福岡高等裁判所那覇支部に控訴していたが、2022年12月5日に同支部は控訴を退ける判決を出した。

## 論点
- 公衆衛生
- 強制断種と強制中絶の禁止
- 児童婚の禁止
- 性暴力・戦時性暴力
  - ドメスティック・バイオレンス
  - 児童性的虐待
- 避妊
- 人工妊娠中絶
  - プロチョイス・プロライフ
  - 人工妊娠中絶法
- 家族計画・人口管理
- 女性器切除 (FGM)
- 人身売買